# Oregón
Oregón (en inglés: Oregonⓘ) es uno de los cincuenta estados que, junto con Washington D. C., forman los Estados Unidos de América. Su capital es Salem y su ciudad más poblada es Portland. Se ubica en la región Oeste del país, división Pacífico y limita al norte con el estado de Washington, al este con Idaho —gran parte de esta frontera la forma el río Snake—, al sureste con Nevada, al sur y suroeste con California y al oeste con el océano Pacífico. Con 254 805 km² es el noveno estado más extenso, por detrás de Alaska, Texas, California, Montana, Nuevo México, Arizona, Nevada y Colorado. Fue admitido en la Unión el 14 de febrero de 1859, como el estado número 33.
Los ríos Columbia y Snake forman la mayor parte de sus fronteras al norte y este, respectivamente. El valle del río Willamette en el oeste de Oregón es la región más densamente poblada y en la que la agricultura es más productiva. La zona fue habitada por muchas tribus indígenas antes de la llegada de los comerciantes, exploradores y colonos que formaron el gobierno autónomo de Oregon Country en 1843. El territorio de Oregón fue creado en 1848 y se convirtió en el estado de Oregón el 14 de febrero de 1859. 
Oregón tiene uno de los paisajes más diversos que incluye la ventosa costa del Pacífico, con volcanes, glaciares y montañas escarpadas de la cordillera de las Cascadas. Se conoce por sus bosques altos y densos que cubren un tercio del norte del estado y la mitad del sur. Otras áreas incluyen llanuras y desiertos que cubren aproximadamente la mitad del estado en el este y el norte central, y bosques menos densos de pinos en el noreste.
Monte Hood (3.429 m) es el punto más alto del estado. El parque nacional Crater Lake es el único parque nacional en Oregón.

## Toponimia
El nombre del estado provendría del español, pues aparece por primera vez en la crónica Relación de la Alta y Baja California (1598), del novohispano Rodrigo Montezuma, y hace referencia al río que hoy se llama Columbia (Biblioteca Nacional, Mss. 22763, 1 r).
Existen varias versiones sobre el origen del topónimo. La historia popular de Oregón relaciona el término con Aragón, por el rey Fernando de Aragón. Algunos autores sostienen que el topónimo proviene de orejón, nombre dado por los exploradores españoles a algún pueblo indígena del territorio, con la mutación de la letra j por la g. Otra versión afirma que toma el nombre del español orégano, planta que crece de forma salvaje al sur de la región. De hecho, el topónimo Oregón derivado de orégano, existe en España, por ejemplo el Arroyo del Oregón, en la comarca de Campo de Montiel en Ciudad Real; afluente por la izquierda del río Jabalón y que pasa por Santa Cruz de los Cáñamos y por Alcubillas.
Una última versión propone una derivación de la forma francesa ouragan, derivada de la palabra española, la cual tiene, a su vez, origen taíno: huracán.

## Historia

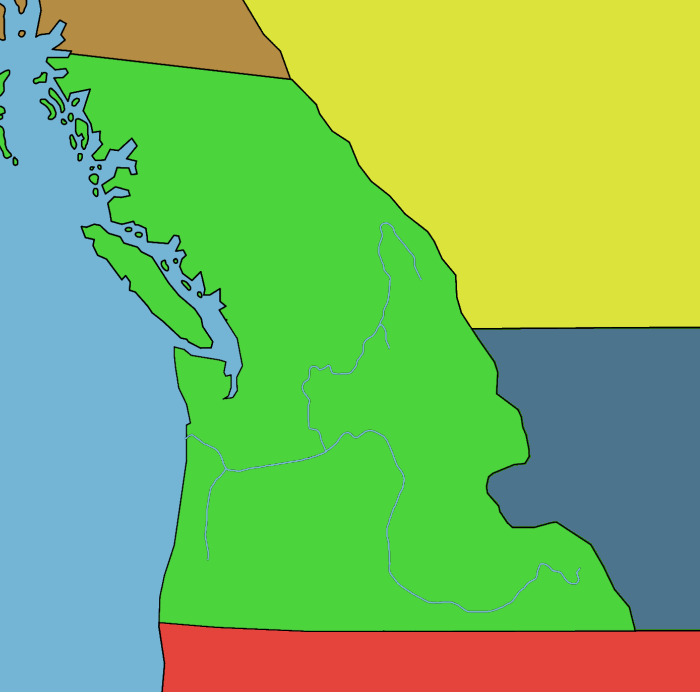
Territorio de Oregón hasta 1846.

El 21 de febrero de 1819, España se ve obligada a ceder Oregón a Estados Unidos por el Tratado de Adams-Onís. Los asentamientos españoles en la zona habían sido escasos, pequeños y en su mayoría temporales.
Hasta 1846, el enorme Territorio de Oregón, que se extendía desde la California entonces mexicana hasta la Alaska rusa, se encontraba bajo un régimen especial por el que Estados Unidos y Reino Unido ejercían un dominio común sobre estas tierras. Por el Tratado de Oregón, se fijó la frontera en los 49.º N: la zona desde esa latitud hasta los 54°40′ N quedó para los británicos y la zona hasta los 42.º, para los estadounidenses. Tales límites se basaban en gran medida en las convenciones de Nutca, que había fijado la frontera entre los territorios ingleses y españoles.
En 1853, la parte estadounidense del Territorio de Oregón fue dividida en dos, tomando como frontera el río Columbia: la parte sur se siguió llamando Oregón, mientras que el norte pasó a ser el Territorio de Washington. 
En 1859, el Territorio de Oregón fue nuevamente recortado, hasta sus fronteras actuales. Parte de su territorio pasó a formar parte del Territorio de Washington y Oregón se convirtió en estado de los Estados Unidos.

## Demografía

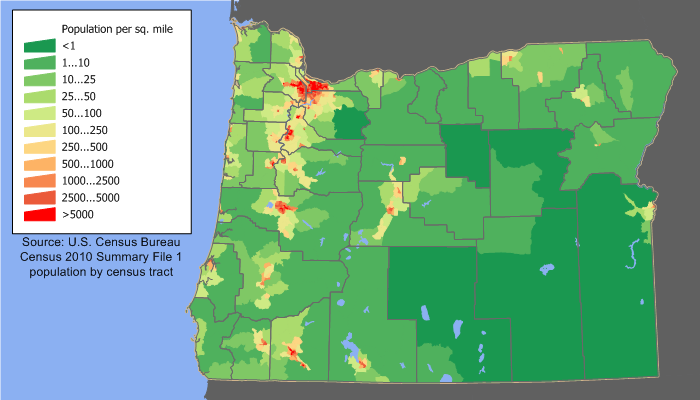
Densidad de población en Oregón.

En el censo de 2010, el estado de Oregón contaba con una población de 3 831 074 habitantes, con la siguiente composición étinica:
- 83,6 % de blancos.
- 3,7 % de asiáticos.
- 1,8 % de negros o afroestadounidenses.
- 1,4 % de amerindios o nativos de Alaska.
- 0,3 % de isleños del Pacífico o nativos de Hawái.
- 5,3 % de otras etnias.
- 3,8 % de dos o más etnias.

Del total de la población en 2010, el 11,7 % era de origen hispano.

### Religión 2018
- Protestantes 48%
- Católicos 12%
- Cristianos ortodoxos 1%
- Otras religiones y no religiosos 39%

### Ciudades

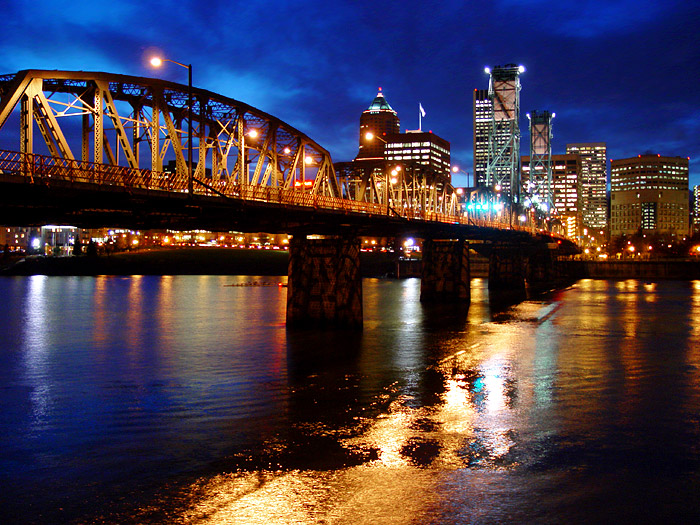
Vista de Portland, ciudad más poblada de Oregón.

Según el censo de 2010, el 81 % de la población corresponde a población urbana y el 19 %, a población rural. El 38,9 % de la población del estado vive en un área urbana con una población de más de 1 millón de habitantes. La ciudad más poblada del estado es Portland con 583 776 habitantes. En Oregón hay cuatro ciudades con más de 100 000 habitantes: Portland, Eugene, Salem y Gresham. Las diez ciudades más pobladas del estado son:
| #  | Ciudad      | Población (2010) |
| -- | ----------- | ---------------- |
| 1  | Portland    | 583 776          |
| 2  | Eugene      | 156 185          |
| 3  | Salem       | 154 637          |
| 4  | Gresham     | 105 594          |
| 5  | Hillsboro   | 91 611           |
| 6  | Beaverton   | 89 803           |
| 7  | Bend        | 76 639           |
| 8  | Medford     | 74 907           |
| 9  | Springfield | 59 403           |
| 10 | Corvallis   | 54 462           |

## Economía
- Industria: el estado de Oregón tiene una gran industria maderera, produce productos a base de madera y papel, posee industrias maquiladoras y alimenticias, tiene mucho turismo y una gran producción de productos tecnológicos.
- Agricultura: cría de ganado vacuno para carne y leche, verduras, productos de invernaderos, frutas y nueces, trigo, etc.
- Minerales y recursos: recursos forestales, agua, piedra caliza, arena para obras de construcción y cemento.

Las empresas de vestimenta Nike y Columbia Sportswear son originarias de Oregón.

## Geografía
Oregón está ubicado en el noroeste de los Estados Unidos. Su territorio ocupa una superficie de 254.805 km², que para efectos comparativos corresponde a la mitad de la española.
Al norte de Oregón, se halla el estado de Washington; hacia el este, el estado de Idaho; al sur, el estado de California; y al sureste, el estado de Nevada. Al oeste, Oregón limita con el océano Pacífico. Una formación montañosa llamada Cascade Range (cordillera de las Cascadas) está ubicada en el oeste de Oregón, y conforma una parte de las Montañas Rocosas. El estado de Oregón se conoce por su cubierta vegetal, ya que las partes al oeste de las Cascadas son muy verdes, especialmente la del valle del río Willamette, donde está la ciudad de Portland. Una gran parte del estado, la de los ríos, es muy árida y polvorienta, sin el verdor del Oeste.
Oregón tiene el lago más profundo en los Estados Unidos, el lago del Cráter, (Crater Lake), cuya profundidad máxima es de 608,4 metros.

### Mapas de los principales ríos

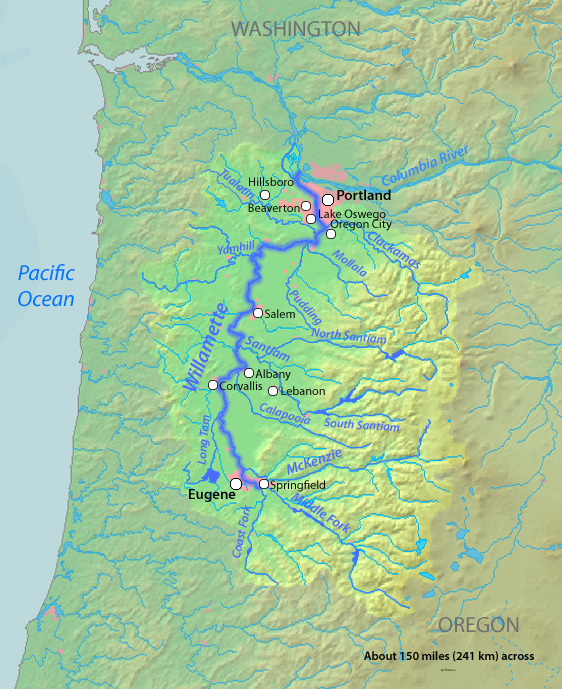
El río Willamette discurre en dirección norte por el oeste del estado, hasta desaguar en el Columbia, junto a Portland.
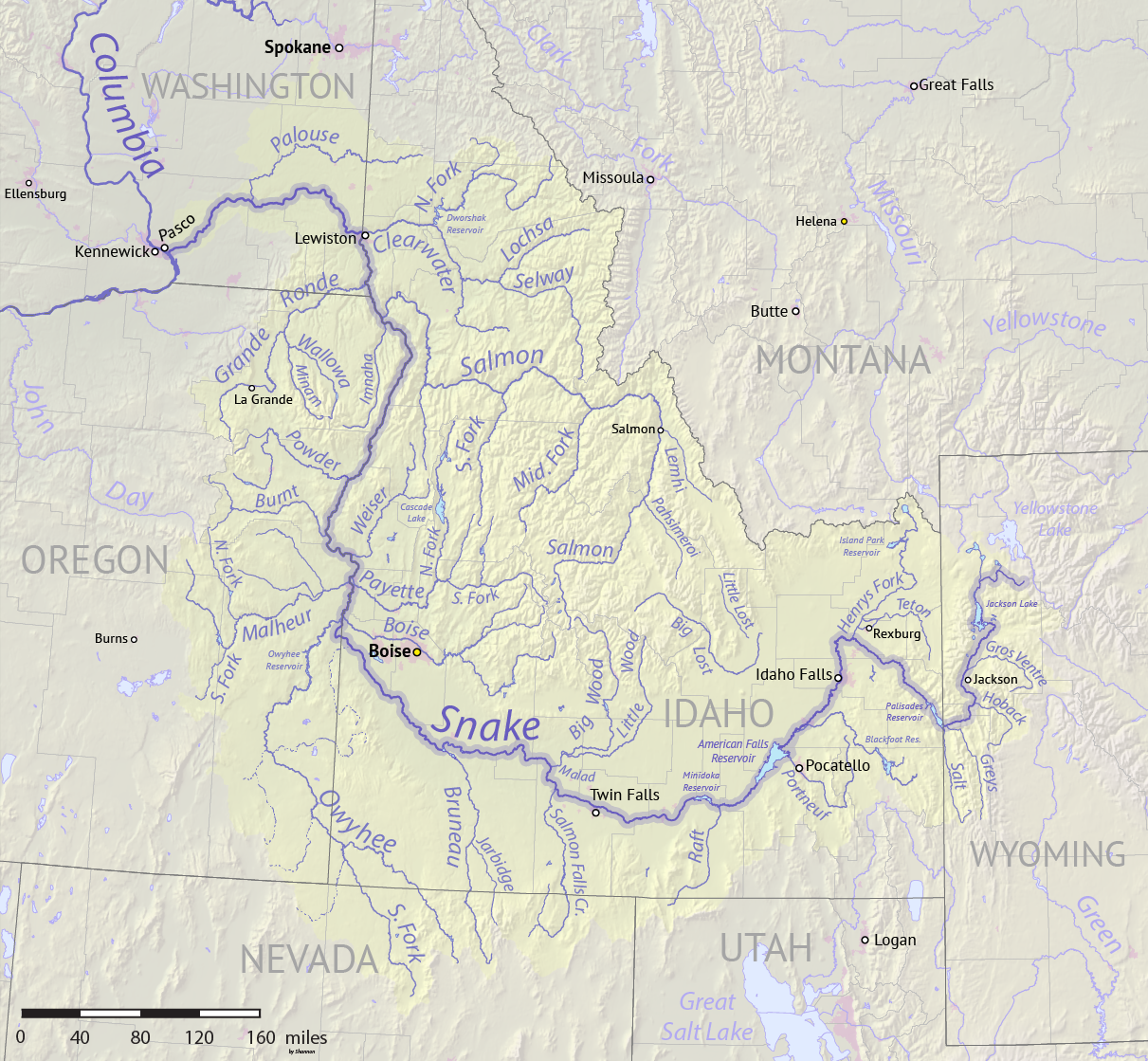
El río Snake delimita la mitad septentrional de su frontera este con Idaho.
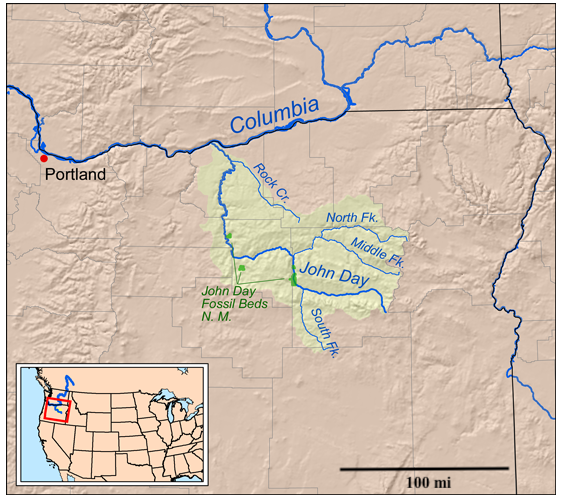
El río John Day fluye por el noreste del estado, desaguando en el Columbia.
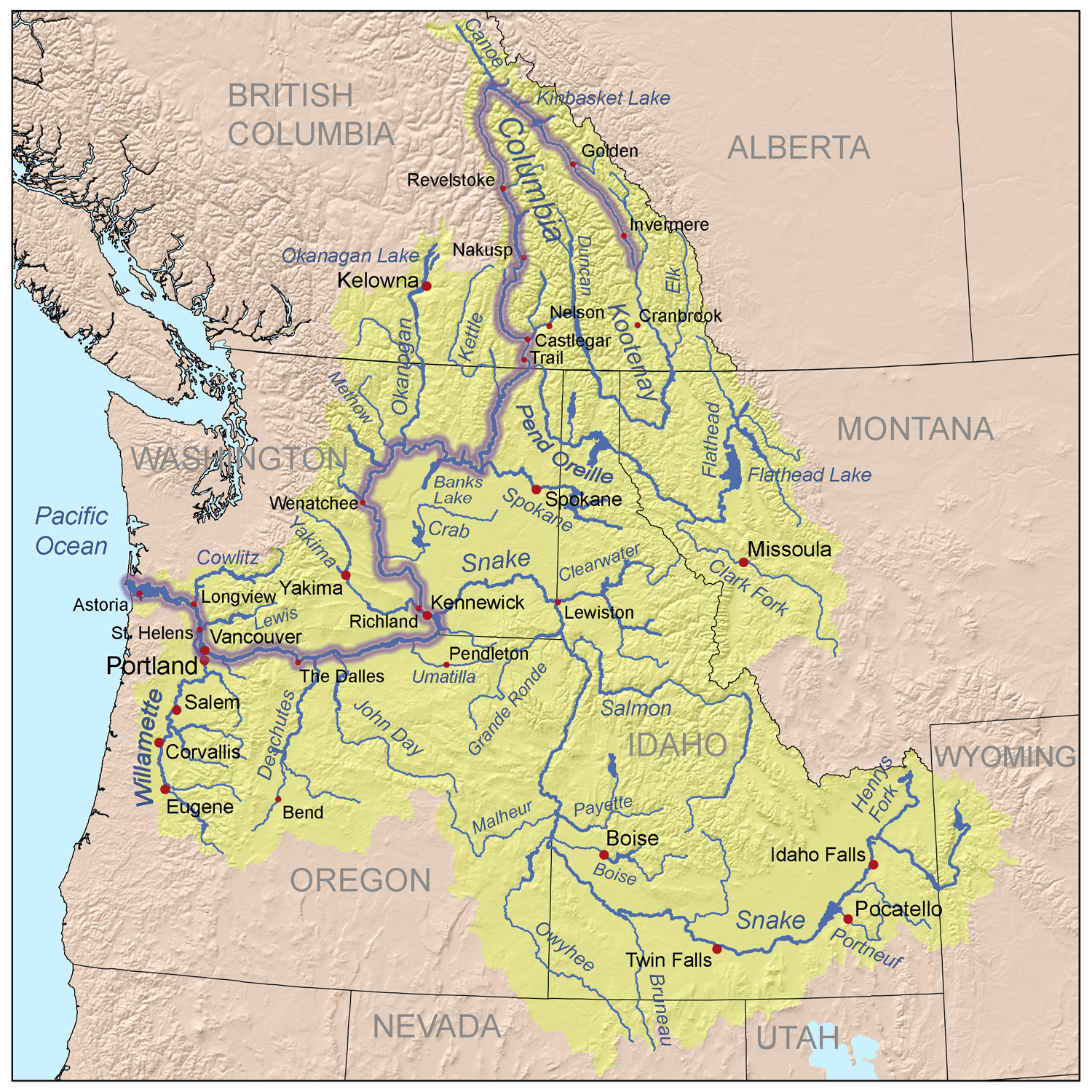
El río Columbia forma la mayor parte de su frontera norte con el estado de Washington.

## Símbolos oficiales
- El lema de Oregón es Alis volat propriis / She flies with her own wings ("Vuela con sus propias alas"), en referencia a los días de la independencia.
- El árbol oficial del estado es el abeto Douglas (Pseudotsuga menziesii).
- El animal oficial es el castor (Castor canadensis).
- La flor oficial es la uva de Oregón (Mahonia aquifolium).
- El fruto seco oficial es la avellana (Corylus avellana). Oregón produce más del 99 % de las avellanas de los Estados Unidos, y es el único estado que tiene un fruto seco oficial.[cita requerida]

## Cultura
Entre las universidades del estado, se encuentran la Universidad de Oregón y la Universidad Estatal de Oregón.
Muchas películas se han filmado en Oregón, entre otras, en Astoria se filmaron The Goonies, Kindergarten Cop, Las tortugas ninja III, Cortocircuito, Free Willy o The Ring, en Portland Crepúsculo, en Salem Replay y en Eugene, Cuenta conmigo.
La serie de Disney Gravity Falls está ambientada en el pueblo homónimo situado Oregón.[cita requerida]
Los videojuegos Life is Strange y Life is Strange: Before the Storm se ambientan en un pueblo ficticio de Oregón llamado Arcadia Bay. 
Es el lugar de nacimiento del popular guionista y dibujante Matt Groening, quién es oriundo de la ciudad de Portland.

## Deporte
La ciudad de Portland tiene dos equipos deportivos en las grandes ligas profesionales: los Portland Trail Blazers de la National Basketball Association desde 1970 y los Portland Timbers de la Major League Soccer desde 2011. En 2015 logró su primer título tras vencer 2-1 al Columbus Crew en la MLS Cup 2015. Los Trail Blazers lograron un título de la NBA en 1977.
Los dos principales equipos deportivos universitarios son los Oregon Ducks y los Oregon State Beavers, rivales en la Pacific-12 Conference de la División I de la NCAA y ganadores del Rose Bowl.
El Portland International Raceway albergó carreras de automovilismo de la CART, el Campeonato IMSA GT, la American Le Mans Series y la NASCAR Truck Series.
Portland ha sido sede del Campeonato de la PGA 1946, la Copa Ryder 1947 y el Abierto de Estados Unidos de Veteranos, así como el Portland Open Invitational del PGA Tour y actualmente el Portland Classic del LPGA Tour.